# Phlomis pratensis
Phlomis pratensis là một loài thực vật có hoa trong họ Hoa môi. Loài này được Kar. & Kir. miêu tả khoa học đầu tiên năm 1842.